# Sissieretta Jones
Sissieretta Jones   (Portsmouth, 5 de gener de 1868 - Providence, 24 de juny de 1933) nom artístic de Matilda Sissieretta Joyner Jones  va ser una soprano nord-americana. De vegades es deia "The Black Patti" en referència a la cantant d'òpera italiana Adelina Patti. El repertori de Jones incloïa gran òpera, òpera lleugera i música popular. Formada a l'Acadèmia de Música de Providence i al Conservatori de Música de Nova Anglaterra, Jones va fer el seu debut a Nova York el 1888 al Steinway Hall, i quatre anys més tard va actuar a la Casa Blanca per al president Benjamin Harrison. Va cantar durant quatre presidents consecutius i la família reial britànica, i va tenir èxit internacional. A més dels Estats Units i les Índies Occidentals, Jones va fer gires per Amèrica del Sud, Austràlia, l'Índia, el sud d'Àfrica i Europa.
Va ser l'intèrpret afroamericana més ben pagada de la seva època, més tard en la seva carrera va fundar la Black Patti Troubadours (més tard rebatejada Black Patti Musical Comedy Company), un acte musical i acrobàtic format per 40 malabaristes, còmics, ballarins i un cor de 40 cantants formats. Va romandre l'estrella dels Famous Troubadours durant unes dues dècades mentre van establir la seva popularitat a les principals ciutats dels Estats Units i el Canadà, Jones es va retirar de les actuacions el 1915. El 2013, va ser incorporada al Rhode Island Music Hall of Fame.

## Biografia
Matilda Sissieretta Joyner va néixer en una casa de Bart Street a Portsmouth, Virgínia, Estats Units, el seu pare era Jeremiah Malachi Joyner, un ministre episcopal metodista africà i Henrietta Beale, cantant d'una església i dona de cor de l'església. El seu pare havia estat antigament esclau, però era educat i alfabetitzat. Era la més gran de tres fills, encara que els seus germans van morir quan eren petits. Matilda Joyner va ser sobrenomenada com Sissy o Tilly per la seva família i amics, i va començar a cantar per la casa a una edat jove. Quan tenia sis anys, la seva família es va traslladar a Providence, Rhode Island, on va començar a cantar a una edat primerenca a l'església baptista de Pond Street del seu pare. Va assistir a les escoles Meeting Street i Thayer.
El 1883, Joyner va començar l'estudi formal de música a la Providence Academy of Music. Va estudiar amb Ada Baroness Lacombe. A finals de la dècada de 1880, Jones va ser acceptat al Conservatori de Música de Nova Anglaterra a Boston, estudiant amb Flora Batson de la Bergen Star Company. També va estudiar al Conservatori de Boston.

## Carrera musical
Concerts de debut i novetats

1899 poster de Sissieretta Jones

El 29 d'octubre de 1885, Jones va fer una actuació en solitari a Providence com a teloner d'una producció de Ricard III de Shakespeare posada en escena per la companyia de teatre de John A. Arneaux. El 1887, va actuar al Boston's Music Hall davant una audiència de 5.000 persones. Jones va fer el seu debut a Nova York el 5 d'abril de 1888 al Steinway Hall. Durant una actuació al "Wallack's Theatre" de Nova York, Jones va cridar l'atenció de la gerent d'Adelina Patti, qui va recomanar que Jones fes una gira per les Índies Occidentals amb els "Fisk Jubilee Singers". Jones va fer gires reeixides pel Carib el 1888 i el 1892. Al voltant d'aquesta època un crític de la revista teatral "The New York Clipper" la va anomenar "la Patti Negra" després d'Adelina Patti, un epítet que no li agradava a Jones, preferint Madame Jones. Més tard va dir a un periodista que el nom 
| « | "més aviat em molesta... Em temo que la gent pensarà que em considero igual a la mateixa Patti. Us asseguro que no ho crec, però tinc veu i m'estic esforçant per guanyar-me el favor del públic amb mèrits honestos i treball dur". | » |

El febrer de 1892, Jones va actuar a la Casa Blanca per al president Benjamin Harrison. Va cantar per a quatre presidents consecutius —Harrison, Grover Cleveland, William McKinley i Theodore Roosevelt— i la família reial britànica. Per a tres de les seves actuacions a la Casa Blanca, Jones va haver d'entrar a l'edifici per la part posterior. Finalment se li va permetre entrar per la porta principal per a l'actuació de Roosevelt.
Jones va actuar al Grand Negro Jubilee al Madison Square Garden de Nova York l'abril de 1892 davant una audiència de 75.000 persones. Va cantar la cançó "Swanee River" i seleccions de La traviata de Verdi.[3] Va ser tan popular que va ser convidada a actuar a l'Exposició de Pittsburgh (1892) ia la World's Columbian Exposition a Chicago (1893).[11] A l'actuació de Chicago, el local es va omplir una hora abans de la seva actuació, i va rebre una ovació després de cantar "Ocean, Thou Mighty Monster".[16]

El juny de 1892, Jones es va convertir en el primer afroamericà a cantar al Music Hall de Nova York (anomenat Carnegie Hall l'any següent). Entre les seleccions del seu programa hi havia "Ave Maria" de Gounod i "Sempre libera" de La traviata de Verdi. The New York Echo va escriure sobre la seva actuació al Music Hall: 
| « | "Si la Sra. Jones no és igual a Adelina Patti, almenys pot acostar-s'hi més que qualsevol cosa que el públic nord-americà hagi escoltat. Les seves notes són tan clares com les d'un rossinyol i la seva pronunciació és perfecta." | » |

## Espais ampliats i èxit internacional
El 8 de juny de 1892, les opcions de localització de Jones es van expandir, i ella va signar un contracte amb la possibilitat d'una pròrroga de dos anys, per 150 dòlars setmanals (més despeses) amb el major James B. Pond, que tenia afiliacions significatives a molts autors i músics i també va gestionar artistes com Mark Twain i Henry Ward Beecher i els seus honoraris van començar a augmentar. Va rebre 2.000 dòlars per una aparició durant una setmana a l'Exposició de Pittsburgh, destacada per ser la quota més alta que s'ha pagat mai a un artista negre als Estats Units. En comparació, Adelina Patti cobrava 4.000 dòlars la nit.
El 1893, Jones va conèixer el compositor Antonín Dvořák. El 23 de gener de 1894, Dvořák va incloure Jones com a solista destacada durant el seu concert benèfic per al "New York Herald's Free Clothing Fund" al Madison Square Garden Concert Hall. A més de cantar un arranjament de l'Stabat Mater de Rossini amb el "cor masculin de colors de l'església de Sant Felip", Jones va interpretar l'arranjament de Dvořák de "Old Folks at Home" de Foster. El 1895, s'havia convertit en l'intèrpret "més coneguda i ben pagada" de l'herència afroamericana de la seva època.
Jones va tenir èxit internacional. A més dels Estats Units i les Índies Occidentals, Jones va fer gires per Amèrica del Sud, Austràlia, l'Índia i el sud d'Àfrica. Durant una gira europea el 1895 i el 1896, Jones va actuar a Londres, París, Berlín, Colònia, Munic, Milà i Sant Petersburg. Va assenyalar a les seves cartes que es va trobar amb menys prejudicis racials a Europa i que el color de la pell dels intèrprets era irrellevant per a la seva recepció per part del públic. El 1896, també s'havia frustrat pel racisme que limitava els seus llocs als Estats Units, especialment quan l'Òpera Metropolitana, que la considerava per a un paper principal, va cancel·lar aquesta oportunitat a causa de la seva raça.

## Trobadors Patti Negre

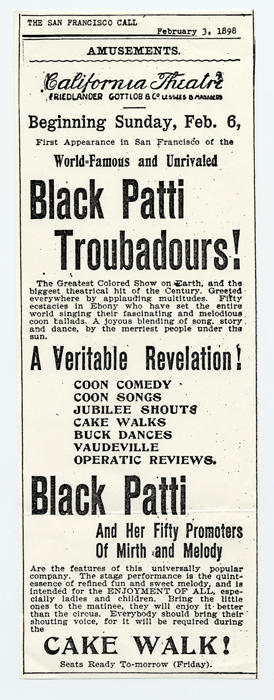
Anunci al diari de 1898 per als trobadors de Black Patti

El 1896, Jones va tornar a Providence per cuidar la seva mare, que s'havia emmalaltit. Jones va trobar que l'accés a la majoria de sales de concerts clàssics americans estava limitat pel racisme. Va formar els Black Patti Troubadours (més tard rebatejat com a Black Patti Musical Comedy Company), un acte musical i acrobàtic format per 40 malabaristes, còmics, ballarins i un cor de 40 cantants formats. Els Black Patti Troubadours es van delectar amb la música i la dansa vernacles. La revista va emparellar Jones amb els compositors de vodevil en ascens Bob Cole i Billy Johnson. L'espectacle va consistir en una parodia musical, seguida d'una sèrie de cançons curtes i actuacions acrobàtiques. Durant l'últim terç de cada espectacle, Jones va interpretar àries i fragments operístics, encara que la comèdia, la cançó i la dansa "baixa" també es van mostrar en el que originalment era una producció de varietats "gratuïta per a tots" sense cap pretensió d'una història coherent. "The Indianapolis Freeman" va revisar els "Black Patti Troubadours" amb el següent: "La interpretació que ella i tota la companyia fan d'aquesta selecció d'òpera periodística es diu que és incomparablement grandiosa. No només el cant en solitari és de primer ordre, sinó que els cors es reprodueixen amb un esperit i un acabat musical que mai deixen d'excitar un autèntic entusiasme del 1900. L'escenografia i el vestuari dels seus fragments d'òpera, i hi havia trames definides i comèdia musical on va aparèixer a la història.

La revista va proporcionar a Jones uns ingressos còmodes, segons els informes, superiors als 20.000 dòlars anuals. Va dirigir la companyia amb la tranquil·litat d'una temporada de quaranta setmanes que li donaria uns ingressos sostenibles, un allotjament garantit en un cotxe Pullman ben equipat i elegant, i la capacitat de cantar fragments d'òpera i opereta a la secció final de l'espectacle. Va ser la intèrpret afroamericana més ben pagada de la seva època, sent l'estrella dels Famous Troubadours durant unes dues dècades mentre feien gires cada temporada i van establir la seva popularitat a les principals ciutats dels Estats Units i Canadà. La companyia Troubadours va fer una declaració important sobre les capacitats dels intèrprets negres al seu públic predominantment blanc, demostrant que hi havia diversos gèneres i estils d'artistes a més de joglars. La seva fama i les seves gires internacionals van reunir moltes audiències, i diversos membres de la troupe, com Bert Williams, van tenir carreres importants per dret propi. L'abril de 1908, a l'Avenue Theatre de Louisville, Kentucky, on encara predominaven els seients segregats, la seva interpretació de "My Old Kentucky Home" va ser ben rebuda per un públic principalment blanc, resultant 
| « | "la primera vegada que un intèrpret de colors va rebre un ram al teatre de la ciutat de St. Louis. Els músics negres també van actuar moltes vegades amb els propietaris de la companyia negra". | » |

Howard a Washington, D.C. Entre els espectacles de la companyia hi havia A Trip to Africa (1909 i 1910), In the Jungles (1911 i 1912), Captain Jaspar (1912 i 1913) i Lucky Sam d'Alabam (1914 i 1915). No va participar plenament a la temporada 1913-1914 a causa d'una malaltia, i l'any següent la companyia es va dissoldre. Les seves dues últimes actuacions van ser al "Grand Theatre" de Chicago i al "Lafayette Theatre" de la ciutat de Nova York l'octubre de 1915, prometent al seu públic que tornaria. Jones es va retirar de l'actuació el 1915.

## Llegat
W.C. Handy va editar un cançoner el 1944 que incloïa una cançó sobre ella; el llibre es diu "Unsung Americans Sung". Al llibre de 1967 Black Magic de Milton Meltzer i Langston Hughes, se la va descriure com una "dona impressionant amb una bella veu". Jones també es va escriure a Olio (2016), una col·lecció de poesia de Tyehimba Jess que va guanyar el Premi Pulitzer de poesia 2017.

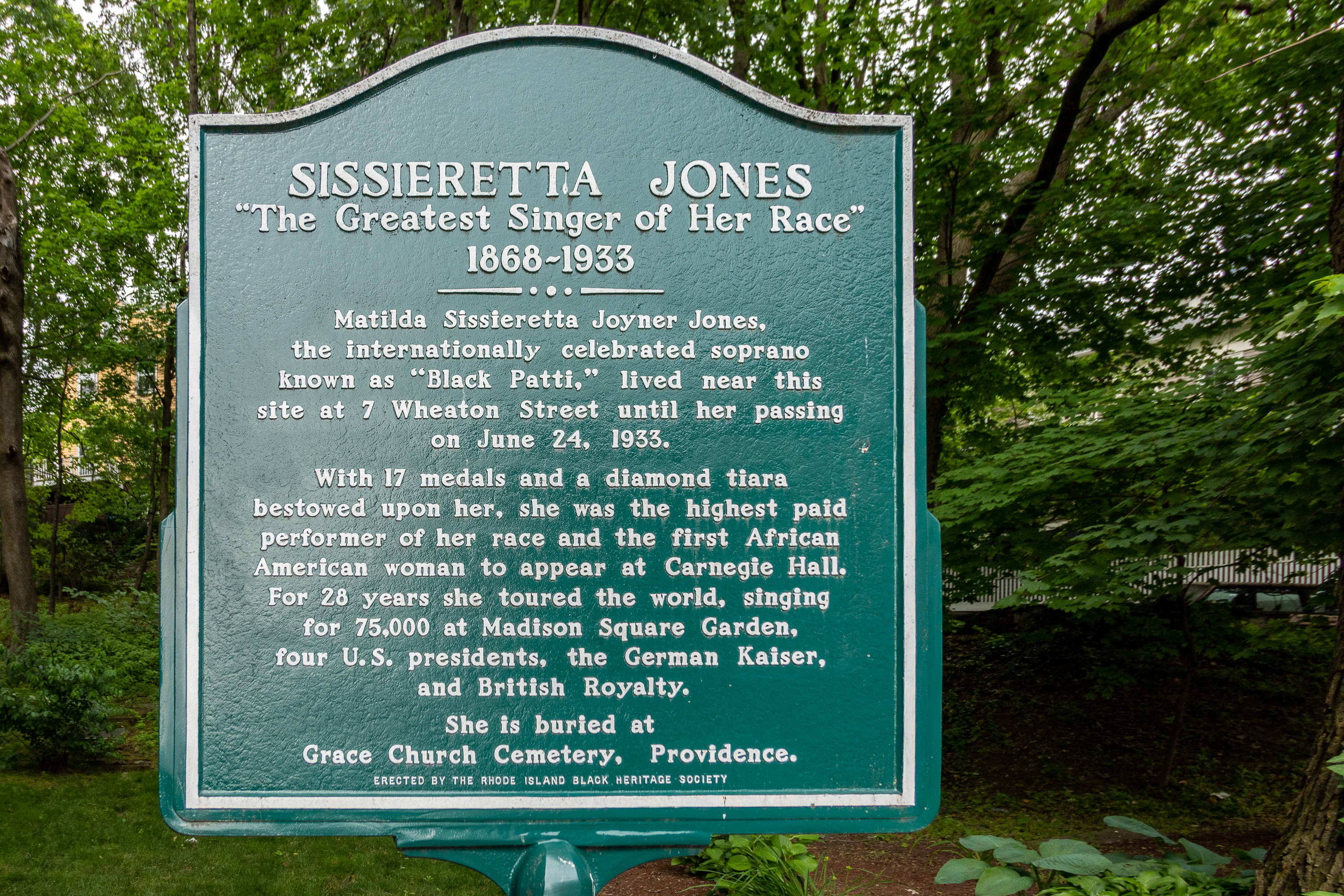
El 2018, The New York Times va publicar un obituari tardà per a ella.

A partir de 2003, la "Rhode Island Heritage Society" va mantenir diversos vestits de la seva carrera inicial. A partir del 2013, la "Rhode Island Black Heritage Society" estava buscant fons per restaurar un vestit d'actuació que portava Jones a la dècada de 1890, després que el vestit groc de seda i brodat es va deteriorar. El seu vestit de núvia restaurat en aquell moment estava exposat al John Brown House Museum de Providence.
Una placa marca l'àrea on es trobava la casa de Jones al carrer Wheaton a l'East Side de Providence.
Una biografia de Jones de Maureen Lee, titulada Sissieretta Jones: The Greatest Singer of her Race, es va publicar el maig de 2012. La investigació del llibre es va basar en part en un bloc de notes de Jones que estava exposat a la Universitat de Howard. Al mateix temps, es va erigir una placa en honor a Jones prop de la ubicació de la casa de Jones al costat est de Providence.
El 2013 Jones va ser inclòs al "Rhode Island Music Hall of Fame".
Abans de morir el 2019, la gran soprano nord-americana Jessye Norman estava "en les etapes de planificació de Call Her By Her Name!, un homenatge multimèdia" a Jones.

## Vida personal

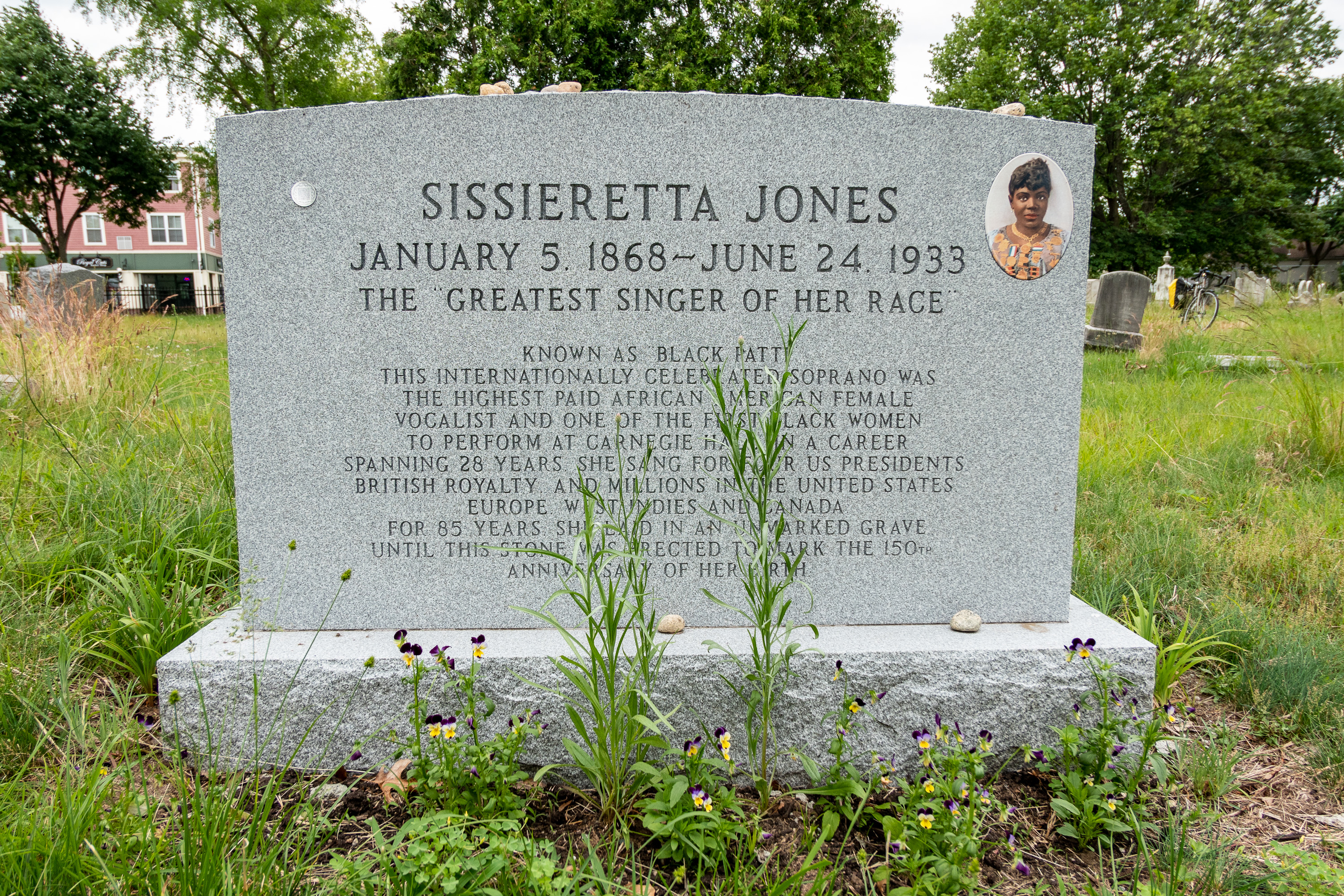
La làpida de Jones al cementiri de Grace Church

El 1883, es va casar amb David Richard Jones, un distribuïdor de notícies i mosso d'hotel, quan tenia 14 anys. Va ser el seu primer gerent. Ella va sol·licitar el divorci el 1898, citant les seves borratxeres i la seva manca de suport. Es va divorciar d'ell el 1899 pel mal ús dels seus diners i el jocs d'atzar. El 1915, la seva mare es va emmalaltir, així que Jones es va retirar de les actuacions i es va traslladar a Rhode Island per tenir cura d'ella. Va dedicar la resta de la seva vida a la seva església i a tenir cura de la seva mare, també acollint nens sense llar i cuidant els seus dos fills adoptius. Va viure de les seves propietats durant uns quants anys, però finalment es va veure obligada a vendre la majoria de les seves propietats per sobreviure, incloent la majoria de les seves medalles i joies i tres de les seves quatre cases. En els seus últims anys, la presidenta del capítol local de la NAACP va ajudar a pagar els seus impostos i la factura de l'aigua, i va proporcionar a la seva família carbó i fusta.
Jones va morir en la pobresa el 24 de juny de 1933, de càncer a l'Hospital de Rhode Island a Providence, Rhode Island.ref No va tenir els diners per pagar una làpida a la seva mort, i està enterrada a la seva ciutat natal al cementiri de l'església de Grace. El 2018 es van recaptar diners per col·locar finalment una làpida a la seva tomba; la làpida va ser erigida el juny d'aquell any.